# Marine srilankaise
La marine du Sri Lanka (SLN) ou marine srilankaise (singhalais : ශ්‍රී ලංකා නාවික හමුදාව, Śrī Laṃkā nāvika hamudāva ; tamoul : il கடற்படை, Ilaṅkai kaṭaṟpaṭai) est la marine de guerre des forces armées srilankaises et est classée comme la plus vitale force de défense du pays en raison de sa géographie insulaire et est responsable de la défense maritime de la nation srilankaise et de ses intérêts. Le rôle de la marine srilankaise est de mener des opérations en mer pour la défense de la nation et de ses intérêts et de mener des opérations de combat rapides et durables en mer conformément aux politiques nationales.

## Historique
Le Sri Lanka, situé au milieu des grandes voies maritimes traversant l'océan Indien, a toujours été un aimant pour les marins et a une longue histoire de campagnes navales. La marine srilankaise actuelle a été créée le 9 décembre 1950 lorsque la loi sur la marine a été adoptée pour la formation de la Royal Ceylon Navy. Les racines de la marine srilankaise moderne remontent à 1937, lorsque la Ceylon Naval Volunteer Force a été créée, qui a été renommée et absorbée dans la Royal Navy en tant que Ceylon Royal Naval Volunteer Reserve pendant la Seconde Guerre mondiale. Le nom actuel de la marine du Sri Lanka a été constitué en 1972 lorsque le Sri Lanka est devenu une république et l'introduction d'une nouvelle constitution.
Ces dernières années, elle a joué un rôle clé dans la guerre civile du Sri Lanka, en menant des opérations de surveillance et de patrouille, amphibies et d'approvisionnement. Pendant la guerre, la marine est passée d'une petite force concentrée sur les patrouilles côtières à une grande force de combat se concentrant sur une guerre asymétrique navale capable d'opérations amphibies et terrestres à l'appui d'opérations de contre-insurrection qui ont évolué en engagements d'une nouvelle forme de guerre de zone littorale. Elle a effectué des déploiements expéditionnaires dans l'océan Indien afin d'intercepter des expéditions d'armes frauduleuses en haute mer. La marine possède sa propre unité d' élite des forces spéciales, le Special Boat Squadron(SBS) .
Le chef professionnel de la marine est le commandant de la marine, actuellement le vice-amiral Piyal De Silva. Le commandant en chef des forces armées srilankaises est le président du Sri Lanka, qui dirige le Conseil de sécurité nationale par l'intermédiaire du ministère de la Défense, qui est le plus haut niveau de commandement militaire et d'approvisionnement des forces armées. Les opérations de la marine srilankaise sont coordonnées avec les autres forces armées par le Joint Operations Command. La marine srilankaise compte cinq navires de patrouille extracôtiers, deux bateaux lance-missiles, 12 bateaux de patrouille, plus de 35 navires d'attaque rapide, six navires de débarquement/embarcations et de nombreux bateaux de débarquement, ainsi que six navires auxiliaires. Son personnel compte 48.000 personnes, dont environ 15.000 sont déployées à terre.

### Le début et la Seconde Guerre mondiale
En janvier 1938, la Ceylon Naval Volunteer Force (CNVF) est créée avec le commandant W.G. Beauchamp comme commandant en vertu de l'ordonnance n°I de 1937. Le 31 août 1939, au début de la Seconde Guerre mondiale, la CNVF est mobilisée pour les fonctions de guerre. Trois ans plus tard, la CNVF est offerte à la Royal Navy comme réserve militaire, la Ceylon Royal Naval Volunteer Reserve (CRNVR). Elle a continué sous le commandement opérationnel et administratif de la Royal Navy jusqu'en mars 1946. Avec la fin de la guerre, elle est revenue au contrôle du gouvernement de Ceylan. Au cours de la période 1939-1946, le CRNVR a exercé plusieurs fonctions opérationnelles, principalement en mer. Elle a ensuite exploitée des chalutiers et des baleiniers antarctiques convertis en dragueur de mines armés, avec un équipement de détection sous-marine et d'armes anti-sous-marines. Il s'agit du HMS Overdale Wyke (le premier navire acheté par le gouvernement de Ceylan), du HMS Okapi, du HMS Semla, du HMS Sambhur, du HMS Hoxa, du HMS Balta et du HM Tugs Barnet et du C 405. De plus, le CRNVR a exploité plusieurs navires de pêche à moteur (MFV), Harbour Defense Motor Launch (HDML) et divers navires auxiliaires. Tous étaient exclusivement occupés par du personnel du CRNVR. Ces navires étaient censés protéger les approches des ports mais étaient souvent utilisés pour des missions prolongées en dehors des eaux de Ceylan. Au cours de ces opérations, les navires sont tombés sous le feu de l'ennemi, ont récupéré des informations essentielles d'avions abattus de l'empire du Japon, ont navigué vers Akyab (maintenant Sittwe) après l'ouverture du front de Birmanie pour les fonctions portuaires et ont été appelés d'accepter la reddition du sloop italien Eritrea et de l'escorter au port de Colombo avec une équipe de pilotage à bord.

### Royal Ceylon Navy

Drapeau de la Royal Ceylon Navy

Après son indépendance de la domination britannique en 1948, le gouvernement pensait qu'un pays insulaire devait posséder une marine forte pour être sa première ligne de défense. Par conséquent, le 9 décembre 1950, la Royal Ceylon Navy a été créée avec la Ceylon Royal Naval Volunteer Reserve formant le noyau. Le premier navire de guerre a été mis en service à bord du HMCyS Vijaya (en), dragueur de mines de classe Algerine , ancien HMS Flying Fish (J370), ainsi que d'autres patrouilleurs et remorqueurs. Plus tard, la flotte fut agrandie avec le HMCyS Parakrama , un autre dragueur de mines de classe Algerine (ex-HMS Pickle (J293)), deux frégates de classe River construites au Canada, le HMCyS Mahasena (ex-NCSM Orkney (K448), Violetta et l'ancien navire israélien Mivtach), le HMCyS Gajabahu (ex-NCSM Hallowell, ex-Misnak israélien) et un remorqueur océanique (ex-HMS Adept). Pendant ce temps, la marine a participé à plusieurs exercices navals conjoints et à une mission de bonne volonté en Extrême-Orient. Cependant, l'expansion de la marine a été considérablement interrompue lorsque le capitaine de la marine, qui était alors relevé de ses fonctions, a été impliqué dans la tentative de coup d'État de Ceylan (1962). La marine a beaucoup souffert de la rétribution des gouvernements qui a suivi, avec plusieurs de ses navires vendus, a réduit sa taille par l'arrêt du recrutement d'officiers et de marins pendant plus de sept ans, la perte de bases et de casernes importantes et l'arrêt de formation en Angleterre. Deux groupes de 300 personnes ont été recrutés en 1966 et 1969. En conséquence, en 1971, la marine était mal équipée et manquait de personnel lorsque la révolte ceylanaise de 1971 a éclaté. La Royal Ceylon Navy n'était pas capable de mettre des navires à la mer en raison d'un manque d'unités navales, la marine étant appelée à servir sur terre pour défendre les ports et ensuite par des opérations de combat offensif contre les insurgés. Au cours de l'insurrection, la marine a subi ses premières pertes au combat et a été dirigée vers des centres de détention pour réhabiliter les insurgés rendus après avoir été écrasée en quelques mois. Le Sri Lanka, cependant, a dû compter sur la marine indienne pour établir une zone d'exclusion autour de l'île.

### Marine de la République

Drapeau de la marine du Sri Lanka

En 1972, le dominion de Ceylan est devenu la république socialiste démocratique du Sri Lanka et la Royal Ceylon Navy est devenue la marine srilankaise. Le pavillon, ainsi que les drapeaux des officiers, ont été repensés. Le terme «capitaine de la marine», introduit dans la loi sur la marine, a été remplacé par «commandant de la marine», conformément à la terminologie adoptée par les deux autres services. Enfin, les «Navires de Ceylan de Sa Majesté» (HMCyS) sont devenus les «Navires navals du Sri Lanka» (SLNS).
Sur la base de ses expériences à la fin des années 1970, la marine a commencé à reconstruire ses forces avec le don de torpilleurs de classe Shershen de l'URSS et l'acquisition de cinq canonnières de classe Shanghai en provenance de Chine pour effectuer des patrouilles côtières efficace. De nouvelles bases navales ont été créées pour lutter contre les opérations de contrebande dans les zones côtières. Cinq bateaux de patrouille côtière ont été commandés à Cheverton, tandis que six bateaux de patrouille côtière ont été construits par les chantiers navals de Colombo.

### Guerre civile

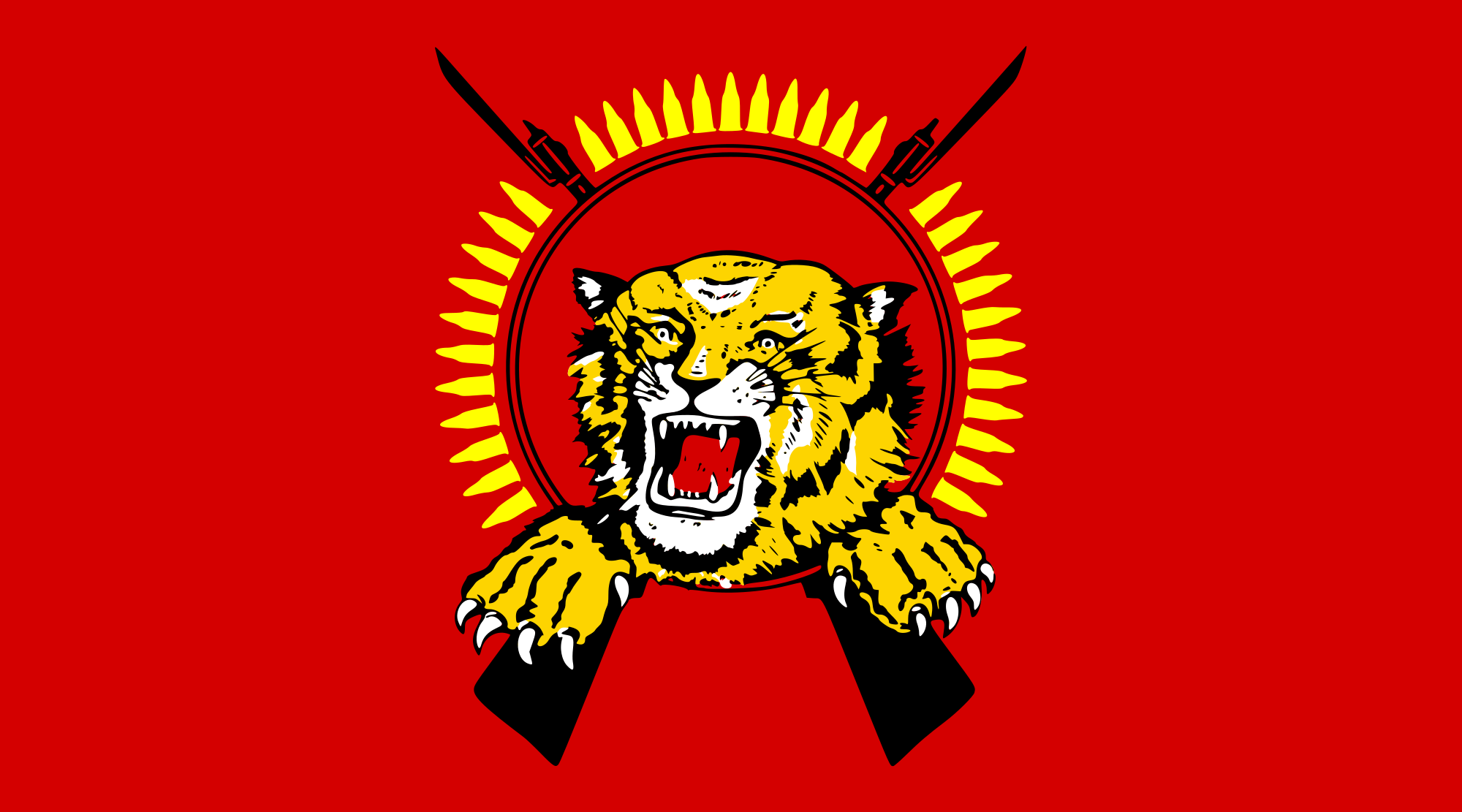
Drapeau des LTTE

Au début de la guerre civile dans les années 80, la marine se trouvait mal équipée pour faire face aux nouvelles menaces créées par les Tigres de libération de l'Îlam tamoul (LTTE). La marine s'est retrouvée engagée dans des opérations de lutte contre la contrebande des armes pour les LTTE circulant entre l'Inde et le Sri Lanka. Comme les canonnières plus grandes se sont révélées inefficaces contre les petits bateaux plus rapides utilisés par les LTTE avec des moteurs hors-bord, la marine a commencé à déployer de petits bateaux a hydrojet et des patrouilleurs côtiers armés de mitrailleuses pour surveiller ses eaux. Les LTTE ont répondu en montant des mitrailleuses et en attaquant les bateaux de la marine srilankaise.

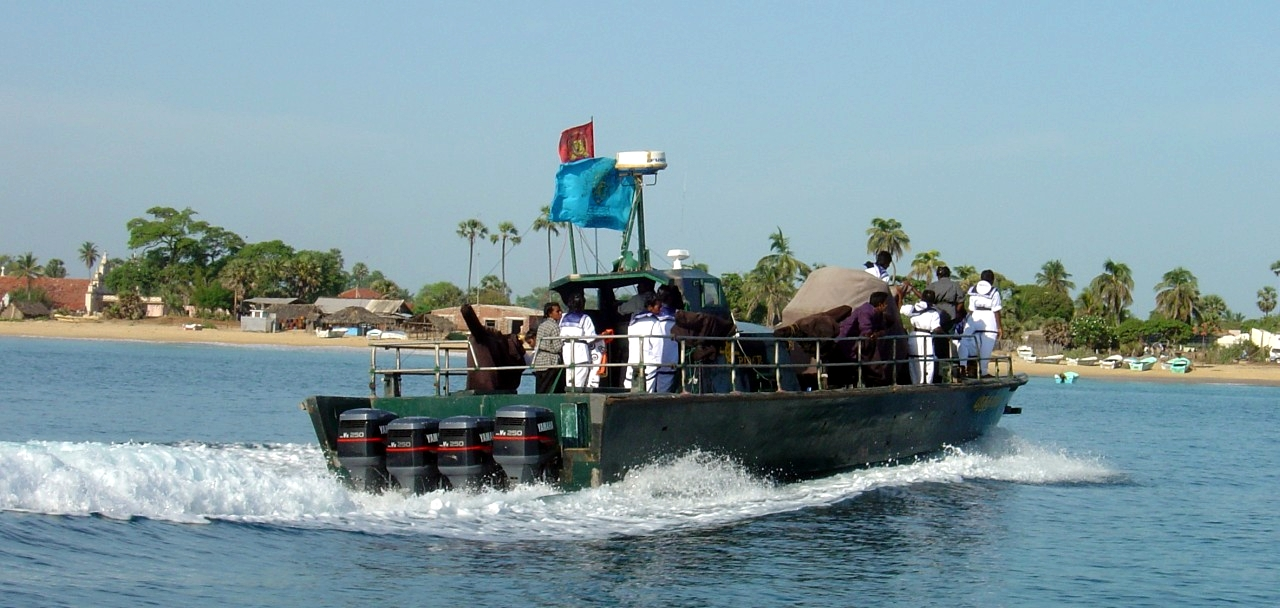
Sea Tigers

Cela a commencé une guerre asymétrique en mer, se déroulant dans les eaux côtières entre les petits bateaux de la marine et le bras naval des LTTE les Sea Tigers. Le conflit qui a duré des décennies a vu l'escalade de la taille des bateaux, de leur puissance de feu et de leur vitesse avec de nouvelles techniques développées par les deux parties telles que les Tigres de mer utilisèrent des engins suicides sophistiqués contre des navires de guerre. La marine a acquis, à la fin des années 1980, des bateaux israéliens de patrouille rapide de classe Dvora  qu'elle a désigné comme de navire d'attaque rapide (Fast Attack Craft). Les FAC de la flottille d'attaque rapide sont devenus le cheval de bataille des opérations offensives et défensives de la marine. Dans les années 1990 et 2000, des bateaux de Classe Super Dvora Mk III ont été ajoutés et une classe  construite localement a été introduite en plus grand nombre. Ceux-ci se sont avérés très efficaces pour limiter l'utilisation des mers par les LTTE.
Pendant la guerre, la marine a augmenté sa flotte de navires plus grands en introduisant deux navires de patrouille offshore de classe Jayasagara construits localement. Il a subi la perte de plusieurs navires dans les années 1990 à cause d'attaques de Tigres de mer par des engins suicides comme le naufrage du SLNS Sagarawardena et du SLNS Ranaviru et l'utilisation d'hommes-grenouilles suicides comme dans le bombardement du SLNS Sooraya et du SLNS Ranasuru. En raison du traitement imposé par les Tigres de mer, la marine a dû entreprendre des fonctions d'escorte des convois de navires vers la péninsule de Jaffna, où toutes les routes terrestres étaient contrôlées par les LTTE. Afin de maintenir les lignes d'approvisionnement ouvertes à Jaffna, la marine a utilisé plusieurs navires auxiliaires.
Au début des années 80, une force de combat terrestre a été créée qui s'est d'abord limitée à la défense de base et, à mesure que son nombre augmentait, a pris part à des opérations offensives contre les LTTE avec l'armée sri-lankaise. Une unité d'élite des forces spéciales navales appelée Special Boat Squadron a été créée à la fin des années 1980 sur la base du Special Boat Service britannique .
Afin de soutenir les opérations au sol de l'armée, des navires et des bateaux de débarquement ont été acquis. Au début des années 1990, la marine a exécuté conjointement avec l'armée sa première opération amphibie nommé Opération Sea Breeze suivie par la plus grande Opération Balavegaya un an plus tard et sur les mers, il a commencé une répression agressive contre les actifs des LTTE'. En 1992, l'amiralClancy Fernando (en), le commandant de la marine a été assassiné par un attentat-suicide à la bombe des LTTE.
Le milieu des années 1990 a vu une expansion lente des unités de flotte plus grandes avec de nouveaux canonnières de classe Type 062 et un chasseur de sous-marin de Type 037 ajoutés à la flotte pour intercepter les expéditions d'armes destinées aux LTTE dans les eaux srilankaises. En 2000, la Marine a lancé un armement aérien de flotte (Fleet Air Arm) en acquérant un hélicoptère HAL Chetak d'Inde pour étendre sa capacité de surveillance en opérant à partir de navires de patrouille offshore récemment acquis. Pendant ce temps, la capacité de guerre conventionnelle a été augmentée par l'ajout de patrouilleurs lance-missiles de classe Sa'ar IV.
Après la reprise des hostilités entre le gouvernement du Sri Lanka et les LTTE depuis le début de 2006, la marine a joué un rôle actif dans la limitation de l'utilisation des mers par les LTTE. Cela a entraîné plusieurs batailles maritimes majeures au cours des années 2006, 2007 et 2009. Les événements les plus importants de cette période ont été l'interception et le naufrage de plusieurs grands cargos qui transportaient des livraisons d'armes illégales aux LTTE dans l'océan Indien. Ces opérations navales ont prouvé la capacité srilankaise  en marine de haute-mer.
Pendant la guerre, la marine et l'armée ont développé leurs propres programmes de développement d'armes pour produire et entretenir des systèmes d'armes adaptés aux besoins indigènes en collaboration avec Colombo Dockyard (en) qui comprenait la classe Jayasagara, la classe Colombo et la classe Ranavijaya ; tandis que la marine a conçu et développé la classe Arrow.

### Après-guerre

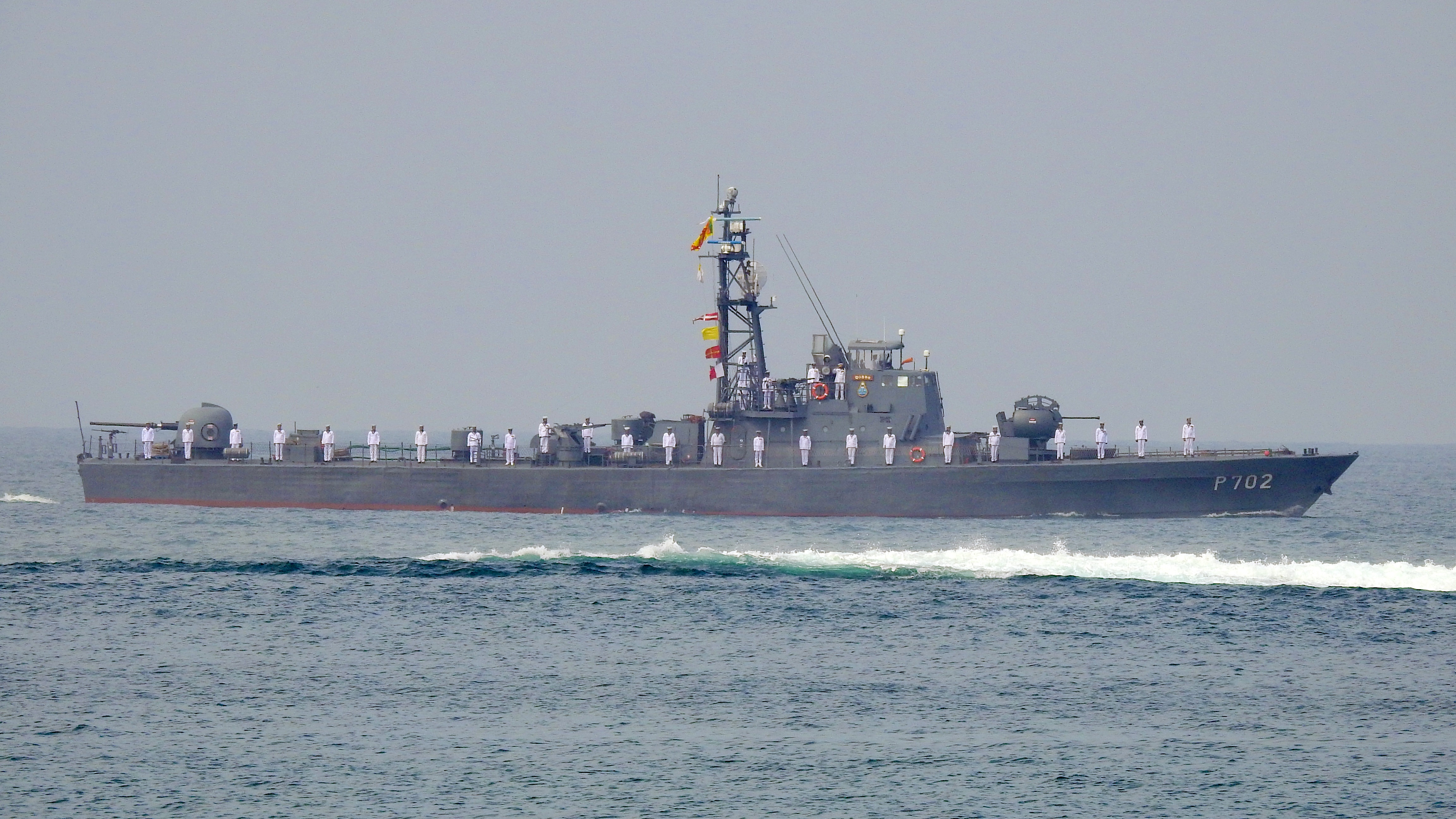
SLNS Suranimala en février 2019, lors des célébrations de la fête de l'indépendance

Avec la fin de la guerre civile, la marine a commencé à se réorienter pour la future défense de l'île. Cela a conduit à un redéploiement forcé, à des exercices de formation et au transfert de certaines tâches à la nouvelle Garde côtière du Sri Lanka. Dans les années d'après-guerre, la marine a étendu ses opérations maritimes au contrôle des pêches et à la lutte contre la traite des êtres humains. Les opérations de lutte contre le braconnage illégal par les pêcheurs du Tamil Nadu ont conduit à des allégations selon lesquelles du personnel de la marine srilankaise aurait attaqué plus de douze pêcheurs, dont deux sont morts, dans une série de différends. L'Australie a transféré deux patrouilleurs de classe Bay à la marine sri-lankaise, à la suite de la visite de son premier ministre sur l'île pour la réunion des chefs de gouvernement du Commonwealth en novembre 2013. Les navires a été livré en mars et juin 2014.

### Marine de haute-mer

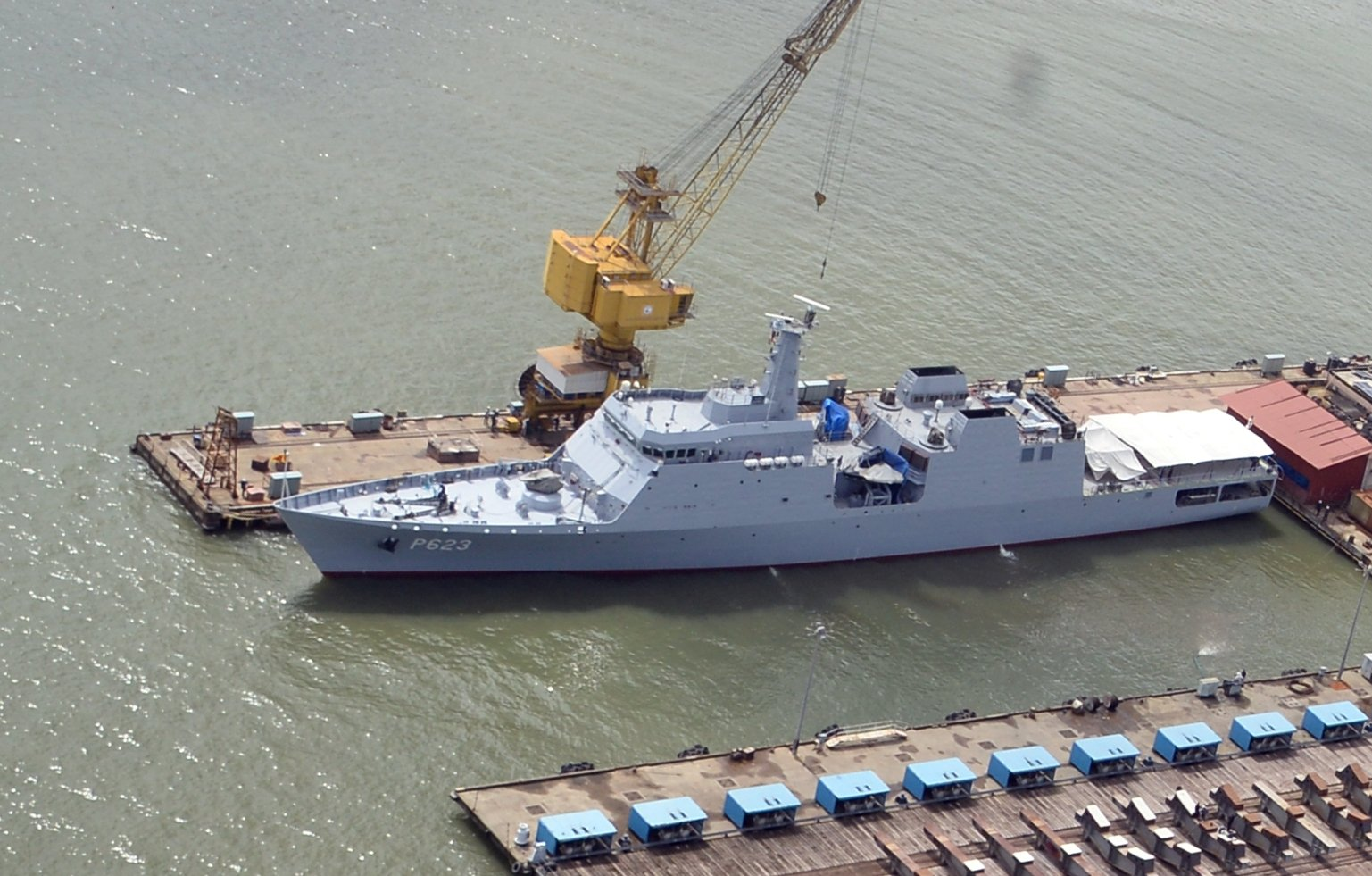
SLNS Sayural au chantier naval de Goa

En augmentant sa capacité en haute-mer, la marine a commencé à mettre en service des actifs de flotte plus importants équivalents aux frégates de patrouille, qu'elle a qualifiées de Advanced Offshore Patrol Vessels. En avril et août 2018, deux navires de 105 mètres de long de la classe Saryu ont été mis en service. Construits par Goa Shipyard sur commande de la marine srilankaise, il s'agissait des plus grands navires construits à cet effet pour la marin.
En 2017, le SLNS Sayurala a participé à la revue de la flotte internationale des nations de l'Asie du Sud-Est (ASEAN) 2017 en Thaïlande. Il s'agit de la plus longue tournée à l'étranger (21 jours) effectuée par un navire srilankais après 1965 avec 127 marins dont 18 officiers. Cela a été suivi en 2018 par le SLNS Sagara qui a navigué en Indonésie pour assister à l'exercice naval multilatéral «Komodo» et «International Fleet Review» (IFR) 2018,  tandis que le SLNS Samudura et le SLNS Suranimala ont navigué en Inde pour participer à l'exercice naval Milan.  La marine a participé à l'exercice RIMPAC pour la première fois en 2018, envoyant un contingent de marines à l'exercice maritime international. 
En août 2018, la marine a acquis un WHEC de classe Hamilton de l'United States Coast Guard. Mis en service en juin 2019 en tant que navire de patrouille offshore avancé, il est devenu le plus grand navire de combat de la marine srilankaise avec 3 250 tonnes et le deuxième ancien navire américain à son service. 

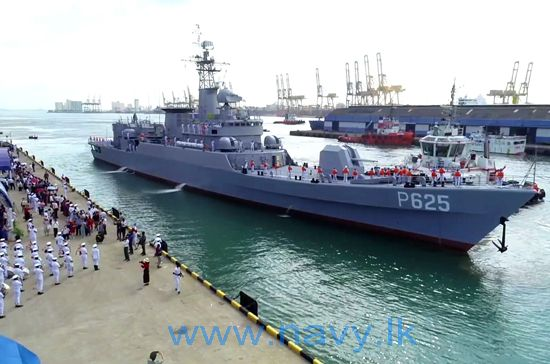
SLNS Parakramabahu (P625)

En juin 2019, la marine a repris une frégate de Type 053H2G qui a été transférée de la marine chinoise. Il sera armé de deux canons navals de type 79 de 100 mm et de deux canons antiaériens de type 76A de 37 mm pour fonctionner comme navire de patrouille offshore.
En 2020, la marine ne dispose d'aucun missile sol-air ou antinavires et n’a pas de capacité de lutte anti-sous-marine.

### Opérations majeures de combat
Outre les déploiements continus en mer, la marine a joué un rôle important dans le soutien de toutes les opérations majeures menées par l' armée, y compris plusieurs opérations amphibies.
- Révolte ceylanaise de 1971 (1971-1972)
- Guerre de l'Eelam I (1976-1987)
- Vadamarachchi Operation (en) (Mai-juin 1987)
- 1987–1989 JVP insurrection (en)
- Guerre de l'Eelam II (1990–1995)
- Opération Sea Breeze (ta) (Septembre 1990)
- Opération Thrividha Balaya (en) (Septembre 1990)
- Opération Balavegaya (en) (Juillet-août 1991)
- Guerre de l'Eelam III (1995-2002)
- Opération Riviresa (en) (Octobre-démembre 1995)
- Opération Thrivida Pahara (Juillet 1996)
- Opération Jayasikurui (en) (1997-1999)
- Opération Kinihira I, II, III / IV, V / VI, VII, VIII, IX
- Guerre de l'Eelam IV (2006-2009)

### Déploiements actuels
À l'heure actuelle, la majeure partie de la marine srilankaise est déployée pour la défense nationale avec la fin des opérations de combat, tandis que des déploiements à l'étranger sont effectués de temps à autre.
En raison de la guerre civile du Sri Lanka, la marine est en état de mobilisation constante (y compris réserviste) depuis les années 80 (à l'exception d'une brève période de 2002 à 2005). La majorité des unités navales en mer et au sol sont déployées dans les provinces du nord et de l'est du pays, ainsi que dans d'autres parties du pays. La sécurité de tous les principaux ports du pays incombe à la marine, en raison des activités terroristes.

### Formation
La General Sir John Kotelawala Defence University (en) (KDU) créée en 1981 et située près de Colombo est la seule université srilankaise spécialisée dans les études de défense.

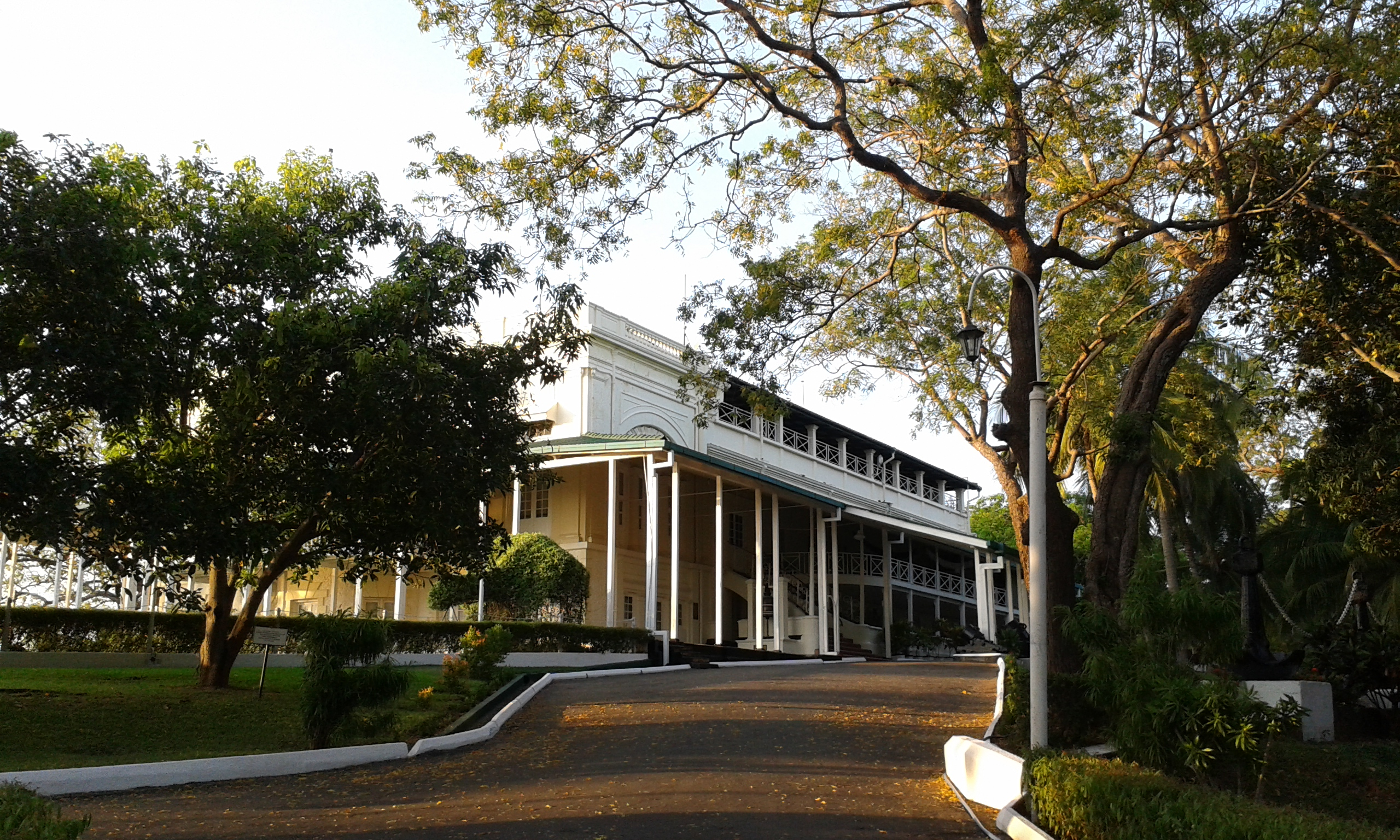
Académie navale et maritime

Les officiers supérieurs suivent le cours de commandement et d'état-major au Defence Services Command and Staff College (en) (DSCSC), créé en 1997 sous le nom de Collège de commandement et d'état-major de l'armée et du cours d'état-major subalterne à la Naval and Maritime Academy (en) (NMA) de Trinquemalay. L'Académie navale et maritime dispose également d'écoles spécialisées dans les domaines de formation tels que la lutte anti-sous-marine, la plongée de combat, la médecine, le combat, le NRBX et le tireur d'élite. Il dispense également le cours d'état-major de la marine junior pour les officiers d'état-major et le cours de gestion logistique longue (LLMC) pour les officiers de la logistique de la marine.
Une formation supplémentaire est dispensée au Royaume-Uni, en Inde, au Pakistan et en Australie .

## Flotte
La flotte navale du Sri Lanka comprend une cinquantaine de navires de combat, des navires de soutien et des patrouilleurs côtiers soit en 2020 un total de 225 bâtiments,. 